# Xã Wanda, Quận Adams, Nebraska
Xã Wanda (tiếng Anh: Wanda Township) là một xã thuộc quận Adams, tiểu bang Nebraska, Hoa Kỳ. Năm 2020, dân số của xã này là 133 người.